# Gille Crépin
Pour les articles homonymes, voir Crépin.
Gille Crépin est conteur, comédien et auteur.

## Biographie
Il crée la compagnie Épices et Parfums en 1992 autour de ses activités de musicien, puis monte régulièrement des spectacles entremêlant musique et conte. Il s'intéresse à la lumière de théâtre et joue  Un temps pour tout au Festival d'Avignon Off en 1999 ce qui lui permet de diversifier sa diffusion. 
Toujours à la recherche de nouveaux matériaux, il explore les différentes façons de raconter des histoires et devient formateur en lecture à voix haute. Ses expériences le poussent à écrire Makaleï, un grand récit fantastique et Adrian, l'enfant du paradis, une fable baroque où l'histoire est racontée par les personnages. 
Familier du Festival off d'Avignon, il est très critique à son égard et assume le paradoxe de sa présence régulière.
Son travail se tourne de plus en plus vers l'écriture et la poésie. Ses spectacles en duo avec le guitariste et compositeur Hervé Loche marque un retour à des formes plus intimistes et des formes de narrations épurées.
Son spectacle autour de textes de Christian Bobin lui vaut le prix du public au festival Avignon Off 2016 dans la catégorie Poésie, Lecture, Conte.
Il vit dans le Gard, près de Lasalle.

## Spectacles
- Contes de pomme et de Cannelle 1994, jeune public.
- Colporteur d’histoires, créé au Festival d’Aurillac 1996.
- Jardins secrets 1997, duo contes et chansons avec Adam S Callejon.
- Un temps pour tout 1999, créé au  Festival du Conte et des Conteurs de Limoux.
- Même pas peur, d'abord ! 2001, jeune public, créé au Théâtre du Périscope à Nîmes.
- Tire la chevillette 2003, lecture contée des textes de Perrault.
- Makaleï 2004, mise en espace Serge Dangleterre.
- Le vent en Poulpe 2004, série de lectures de polars.
- Adrian, l'enfant du paradis 2006 créé au Festival Avignon off 2006.
- René Char, un géant parmi les hommes 2007.
- La vérité sur Louis 2008, jeune public. Mise en scène Marc Ferrandiz.
- Le bruissement des âmes 2009, avec le compositeur et guitariste Hervé Loche.
- Le monde est un jardin 2011, avec le compositeur et guitariste Hervé Loche
- J'ai faim ! 2011, jeune public. Mise en scène Marc Ferrandiz.
- Aujourd'hui sera fragile et lumineux 2013, avec le compositeur et guitariste Hervé Loche.
- Un animal à moi 2013, fantaisie très jeune public sur le thème de l'animal domestique.
- Le peintre et l'empereur 2015, spectacle jeune public à la lueur de la bougie
- Éloge du rien -La vie passante 2016, textes de Christian Bobin
- Renaissancess 2017 avec le compositeur et guitariste Hervé Loche
- Une petite robe de fête 2019 texte de Christian Bobin
- Prévert mords ou vif 2021 textes de Jacques Prévert
- Le rêve de Sembaï 2023 Création avec l'illustratrice jeune public Zoé Figeac

## Mises en scène
- Vertiges avec la conteuse Paule Latorre
- Histoires sages et passages avec la conteuse Françoise Diep
- Le mendiant  et  l’antilope avec la conteuse Paule Latorre et le percussionniste Jean-Pierre Jullian
- A l’orée du monde de Françoise Gros avec Maud Thibaud, comédienne, et Aurélien Mouzac guitariste et compositeur
- Dame Hiver avec Clélia Tavoillot, récit, et Heykel Bouden, musique.

## Publications
Makaleï, texte du spectacle, et Jouvence, nouvelle écrite lors d'une résidence organisée par la DRAC Ile de la Réunion.
Adrian, l'enfant du paradis, texte du spectacle.

## Discographie
Jardins Secrets avec Adam S Callejon
Colibri avec Hervé Loche